# 동부자유꼬리박쥐
동부자유꼬리박쥐(Mormopterus ridei)는 큰귀박쥐과(자유꼬리박쥐류)에 속하는 박쥐의 일종이다. 동부작은자유꼬리박쥐, 라이드자유꼬리박쥐로도 불린다. 오스트레일리아 동부 대부분의 해안가 지역에서 약 500km 내륙 지역을 따라 발견된다. 습윤 열대 숲과 습윤 및 건조 온대 숲, 습지, 강가에서 서식한다.